# Fontaine des Trois Grâces (Montpellier)
Pour les articles homonymes, voir Fontaine des Trois Grâces.
La fontaine des Trois Grâces est un groupe en marbre sculpté par Étienne Dantoine en 1777, dont un moulage en résine est situé sur la place de la Comédie, à Montpellier (Hérault).
Emblématique de la ville, cet ensemble sculptural classé monument historique en 1963 illustre les  « Trois Grâces » de la mythologie grecque nommés : Aglaé, Euphrosyne et Thalie. Ces trois Charites, filles de Zeus, sont des déesses qui traduisent la Séduction, la Beauté, la Nature, la Créativité humaine et la Fécondité. 

## Historique
En juin 1770, les édiles montpelliérains prennent la décision d'élever une fontaine place de la Canourgue. L'effet de cette décision n'est pas immédiat puisqu'il faut attendre trois ans avant que le sculpteur Étienne Dantoine, ou d'Antoine, soit choisi.
Le sculpteur fait le voyage jusqu'à la ville de Carrare en Italie pour sélectionner les blocs de marbres. Le procès-verbal de réception décrit une livraison du groupe des Trois Grâces presque totalement achevé, la pratique du monument ayant été exécutée par les marbriers de Carrare. Le travail est terminé dans l'atelier du sculpteur situé rue des Étuves, mais Étienne Dantoine n'a jamais signé son œuvre.
En 1776, l'ensemble du groupe — Grâces et putti dont certains jouent avec une tortue — est achevé et le travail officiellement reçu. Le monument n'est cependant pas installé. Un profond différend oppose en effet la municipalité à l'artiste qui invoque le non-respect des engagements quant au poids, la qualité du marbre et la mauvaise exécution de l'œuvre. Lors du procès qui s'ensuit, les experts déclarent le groupe sculpté « digne de compliments » et le tribunal contraint la municipalité à régler à Dantoine le solde de son dû.
Le 8 mai 1793 (19 floréal an V), soit 17 ans après son achèvement, le groupe des Trois Grâces quitte la place de la Canourgue pour la place de la Comédie. Il restera désormais à cet endroit, sur un socle de marbre blanc provenant du piédestal du Monument à Louis XIV, situé sur la promenade du Peyrou, dont la statue fut abattue durant la Révolution en 1792.
En fonction des nombreux, successifs et divers réaménagements de la place, la fontaine connaîtra ultérieurement quelques déplacements et modifications.
En 1842, la vasque fissurée est réparée par le marbrier Hortoles. En 1893, la réfection du perron du théâtre amène à déplacer la fontaine de quelques mètres. Le sculpteur Auguste Baussan assure ce travail et dessine, pour servir d'écrin aux Trois Grâces, un grand piédestal rocheux en forme d'œuf au centre de la place.
En 1976, d'importants travaux de voirie ont pour conséquence un nouveau déplacement. En 1989, enfin, le délabrement de la sculpture dû à la pollution atmosphérique entraîne son enlèvement. Elle est remplacée par un moulage en résine. Le groupe original en marbre des Trois Grâces orne désormais le hall d'accueil de l'Opéra Comédie.
La fontaine connaît son ultime transformation en janvier 2003. Entièrement rénovée, elle présente désormais deux bassins superposés, des margelles de pierre avec rampe métal, des ruissellements et des jets croisés. La nuit, un éclairage bleu signale au passant ce monument historique classé, soulignant sa margelle, ses putti et son caniveau extérieur.
La vasque d'origine, datée de 1797, a été déposée au domaine de Vissec, situé près de l'abbaye de Valmagne.
Le musée Fabre conserve un Groupe d'enfants (1773) par Dantoine, qui est une réduction en plâtre d'un des éléments de la fontaine.

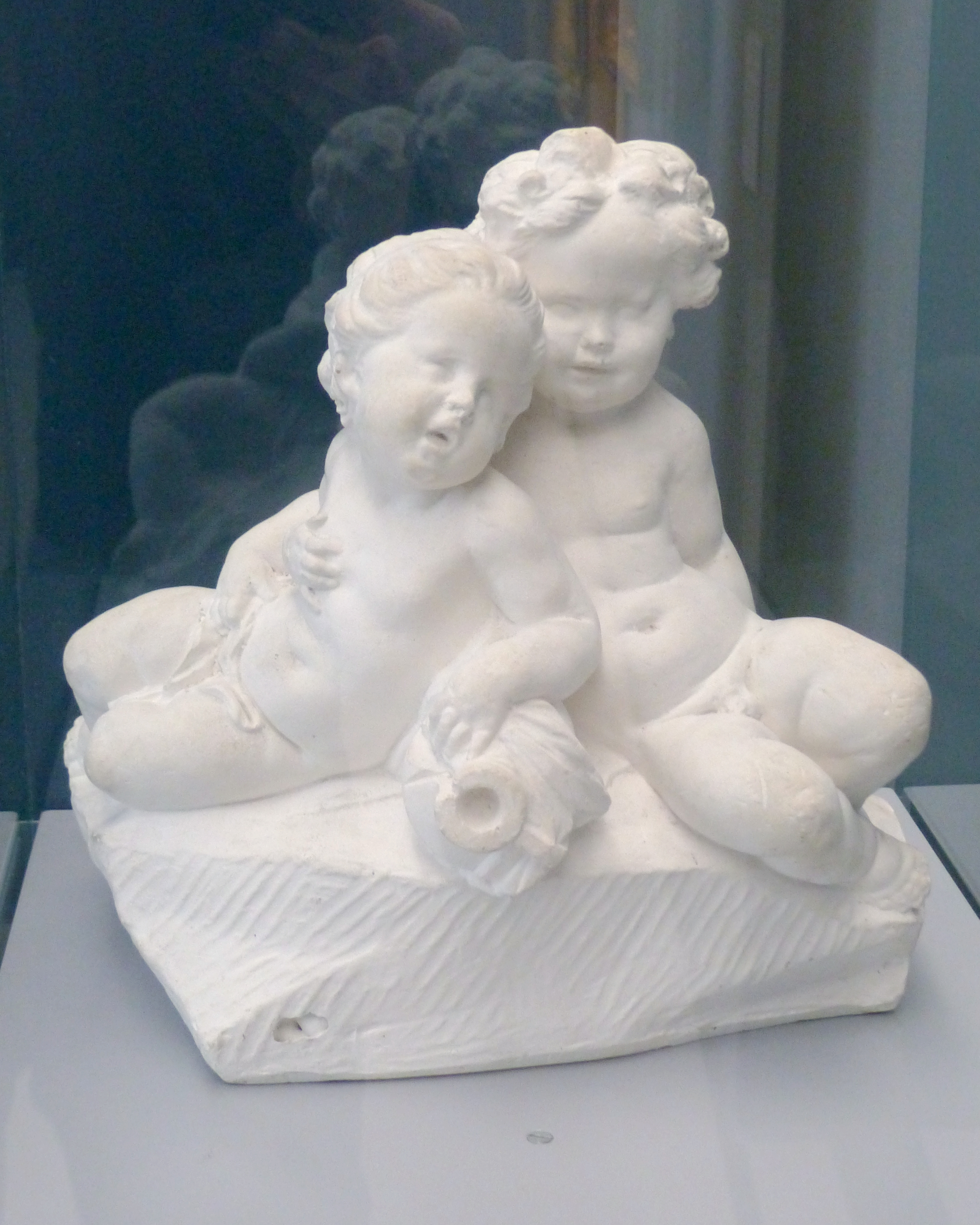
Étienne Dantoine, Groupe d'enfants (1773), réduction en plâtre, Montpellier, musée Fabre.
Le groupe en marbre original sur le piédestal modifié de 1893, photochrome (fin du XIXe siècle), Washington, bibliothèque du Congrès.

## Protection
L'intégralité de ce monument fait l’objet d’un classement au titre des monuments historiques depuis le 5 décembre 1963.